# 깃털

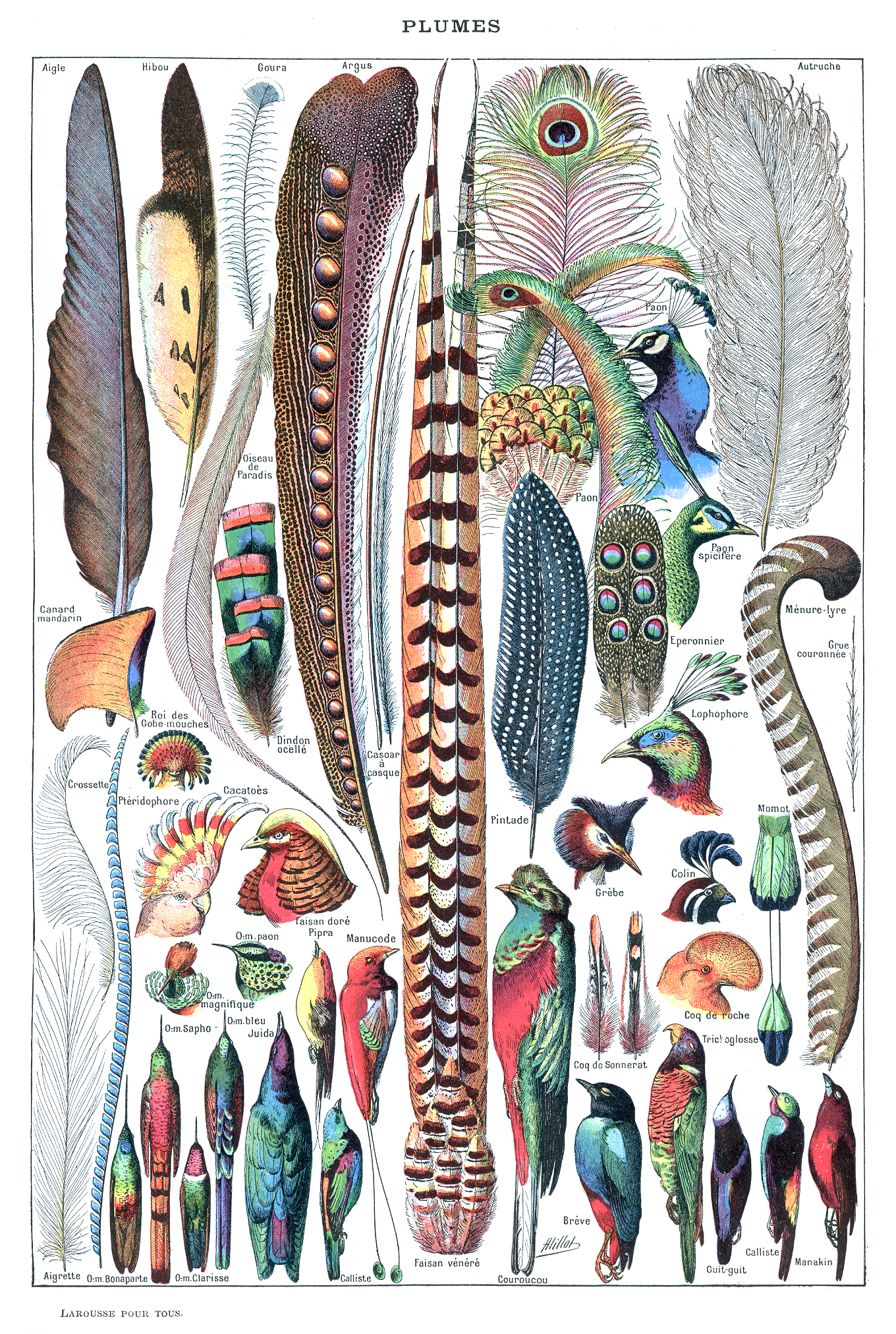
여러 모양의 깃털

깃털은 새와 일부 공룡의 몸을 덮고 있는 털이다. 우모(羽毛)라고도 한다.
깃털은 조류새와 일부 비조류 공룡 및 기타 지배파충류 모두에서 독특한 외부 덮개 또는 깃털을 형성하는 표피 성장이다. 이것들은 척추동물에서 발견되는 가장 복잡한 외피 구조이며 복잡한 진화적 새로움의 최고의 예이다. 이는 현존하는 새를 다른 생물 집단과 구별하는 특징 중 하나이다.
깃털은 새 몸의 대부분을 덮고 있지만 피부의 잘 정의된 특정 부위에서만 발생한다. 비행, 단열, 방수에 도움이 된다. 또한 착색은 의사소통과 보호에도 도움이 된다. 깃털에 대한 연구를 깃털학(Plumology)이라고 한다.
사람들은 깃털을 실용적, 문화적, 종교적 다양한 방식으로 사용한다. 깃털은 부드럽고 열을 가두는 데 탁월하다. 따라서 고급 침구, 특히 베개, 담요, 매트리스에 사용되는 경우도 있다. 또한 퀼팅 코트, 침낭 등 겨울 의류 및 야외용 침구의 충전재로도 사용된다. 거위털과 솜털은 압축된 상태에서 팽창하여 많은 양의 구획화된 단열 공기를 가둘 수 있는 뛰어난 로프트를 가지고 있다. 큰 새(주로 거위)의 깃털은 깃펜을 만드는 데 사용되어 왔다. 역사적으로 장식용 깃털을 얻기 위한 새 사냥은 일부 종을 위험에 빠뜨리고 다른 종의 멸종에 기여했다. 오늘날 패션과 군용 머리 장식, 의복에 사용되는 깃털은 닭, 거위, 칠면조, 꿩, 타조 등 가금류 사육의 폐기물로 얻어진다. 가금류의 깃털은 자연적으로 야생 조류의 깃털에 비해 외관이 둔한 경우가 많기 때문에 이러한 깃털은 외관을 향상시키기 위해 염색되고 조작된다.